# Катастрофа Ан-26 под Хмеймимом
Катастрофа Ан-26 в Латакии — крупная авиационная катастрофа, произошедшая 6 марта 2018 года. Самолёт Ан-26 разбился в 500 метрах от ВПП базы Хмеймим, в результате все находившиеся на борту 39 человек погибли.

## Самолёт
Самолёт Ан-26 1980 года постройки, принадлежал к 6-й армии ВВС и ПВО (Санкт-Петербург).

## Хроника событий
6 марта 2018 года транспортный самолёт Ан-26 совершал перелёт авиабаза Кувейрис (возле Алеппо) — авиабаза Хмеймим в Сирии и разбился при заходе на посадку в пункте назначения примерно в 17:00 по местному времени 6 марта 2018 года, не долетев 500 метров до взлётно-посадочной полосы. По данным Министерства обороны Российской Федерации, на борту упавшего самолёта были 33 пассажира (все военнослужащие российской армии, из них 27 офицеров, один в звании генерал-майора) и шесть членов экипажа, все они погибли, предварительной причиной была названа техническая неисправность.
7 марта исламистская группировка «Джейш аль-Ислам» взяла ответственность на себя за сбитый самолёт, но подтверждений этому не найдено. По другим сведениям, самолёт был изготовлен в 1980 году, и причиной катастрофы могла стать его изношенность.

## Жертвы катастрофы
Среди погибших — генерал-майор Владимир Еремеев, 1 полковник, 2 капитана 1-го ранга, 6 майоров, 29 младших офицеров и сержантов. 

Из них, шесть членов экипажа:
- Штурман — гвардии старший лейтенант Константин Алтунин.

 бортовой авиационный техник Панов Михаил

## Расследование
Следственный комитет возбудил уголовное дело по факту сбития самолёта.